# إيمانويل ليفي
إيمانويل ليفي (بالإنجليزية: Emanuel Levy)‏، (ولد في 4 فبراير 1949) هو بروفيسور وناقد السينمائي أمريكي.

## روابط خارجية
- إيمانويل ليفي على موقع IMDb (الإنجليزية)
- إيمانويل ليفي على موقع ميتاكريتيك (الإنجليزية)
- إيمانويل ليفي على موقع روتن توميتوز (الإنجليزية)
- إيمانويل ليفي على موقع كينوبويسك (الروسية)